# Infinity (Oscar and the Wolf)
Infinity is het tweede studioalbum van de Belgische band Oscar and the Wolf. Het album met hits als Breathing en Fever verscheen in 2017.

## Achtergrond

### Nummers
Met Infinity gaat Max Colombie weer een andere kant volgens Humo. De nummers als Breathing, Exotic en Runaway zijn nummers die je van de groep gewoon bent, ook zitten er knipogen naar andere artiesten in de plaat. Op het album ontbreken nummers die hij zong op festivals On Fire en The Game, die laatste werd een top 20 hit.

### Succes
Het succes van Infinity valt te vergelijken met die van het vorige album Entity, toch heeft Infinity slechts een gouden plaat behaald t.o.v 2 keer platina bij de vorige. De nummers van Infinity waren toch best succesvol in de Ultratop 50: de band bracht vier nummers uit en ze scoorden allen de top 20 van de Ultratop 50, op So Real na. Breathing kreeg zelf een gouden certificatie.
Om het album te promoten ging de band op tournee in Europa, verschillende landen als Frankrijk, Duitsland en Nederland kwamen aan bod. Ook gaf de band enkele shows in Turkije en verkochten ze twee maal het Sportpaleis uit in 2017 en 2018.

### Artwork
Op de cover staat frontzanger Max Colombie met bloed en zweet in zijn ogen. De tranen lopen over zijn wangen tot over zijn schouders.

## Tracklist
| 1.                 | So Real         | 4:40 |
| 2.                 | Exotic          | 3:57 |
| 3.                 | Susato          | 4:37 |
| 4.                 | Pretty Infiniti | 3:50 |
| 5.                 | Touch Down      | 3:45 |
| 6.                 | Queen           | 4:14 |
| 7.                 | Honey           | 4:01 |
| 8.                 | Runaway         | 4:17 |
| 9.                 | Last Night      | 4:16 |
| 10.                | Breathing       | 3:50 |
| 11.                | Chevrolet       | 4:26 |
| 12.                | Fever           | 3:59 |
| Totale duur: 42:52 |                 |      |